# سبت جزولة
سبت كزولة مدينة مغربية تابعة لإقليم آسفي بجهة مراكش آسفي. يبلغ عدد سكان بلدية سبت جزولة28600 نسمة. تقع على الطريق الوطنية الأولى، وهي أيضا نقطة التقاء أربع طرق إقليمية وعشرات المسالك الثانوية. يعقد فيها كل يوم سبت أكبر سوق أسبوعي في المنطقة.
يعتمد سكان المنطقة أساسا على التجارة والزراعة. تشتهر بآبارها التي تمتد على مساحة 15 هكتارا و أكثر، والتي تم تخريبها بسبب مياه الصرف العادمة.
مناخ مدينة سبت جزولة هو مناخ شبه جاف. الصيف حار جاف ما بين شهري مايو وأكتوبر، والشتاء رطب ممطر ما بين شهري أكتوبر ومايو.